# Болести роднице
Болести роднице или вагинална болести су патолошкa стањa различите етиологије која захватају део или целу родницу (вагину) и околне структуре.
Осећај свраба, пецкање током мокрења, болан полни однос и исцедак из роднице  само неки од знакова и симптома које поремећаји вулве и роднице изазивају значајну физичку и емоционалну нелагоду код жене.
Да би се утврдиола тачна дијагноза и ефикасан третман поремећај вагине, важно је потражити правовремену помоћ здравственог радника који је специјализован за здравствена  питања жена.

## Релевантна анатомија роднице
Родница је еластичан, мишићни канал са меком, флексибилном облогом која обезбеђује подмазивање и осећај. Родница повезује материцу са спољним светом. Вулва и усне чине улаз, а грлић материце вири у родницу, формирајући њен унутрашњи крај.
родниц прима  пенис током сексуалног односа и такође служи као канал за одлив менструалног садржаја из материце. Током порођаја, беба пролази кроз родницу (или порођајни канал).
Химен је танка мембрана ткива која окружује и сужава  отвор роднице. Може се пробиити или покидати сексуалним активностима или вежбањем.

## Клиничка слика и фактори ризика
Симптоми који се јављају код различитих поремећаја роднице ће варирати у зависности од тачног стања. Неки знаци који могу указивати на присуство инфекције или друге забринутости могу укључивати:
- неправилно крварење
- свраб или пецкање, било изнутра или споља
- бол током сношаја
- неправилности коже, као што су беле мрље или избочине
- исцедак из роднице
- бол у родници и вулви

### Фактори ризика
Фактори ризика такође варирају у зависности од дијагностикованог стања. Могући фактори ризика укључују:
- промене нивоа хормона
- нарушену функције имуног система[3]
- неки од основних здравствених проблема  (нпр.  гљивичне инфекције се чешће јављају код оних са ђећерном болести, а могу се покренути и узимањем антибиотика).

## Инфекције роднице
Инфекције роднице су резултат поремећаја у сложеним интеракцијама између микробиома и вагиналног екосистема домаћина. Урогениталне инфекције (нпр. бактеријска вагиноза (БВ), инфекција уринарног тракта и вагинитис), погађају преко 1 милијарде жена сваке године. Ове инфекције су повезане са великим процентом случајева вулвитиса, цервицитиса и карличних инфекција. БВ, на пример, је сложено стање за које се сматра да се јавља као резултат померања микробне заједнице са нормално доминантним врстама Lactobacillus species које су полимикробна заједницу, са концентрацијама других аеробних и анаеробних ћелија које су повећане 100 и 1.000 пута, што је респективно.  БВ погађа 10-15% жена у репродуктивном добу и повезан је са инфекцијама гениталног тракта и компликацијама у трудноћи, укључујући карличну инфламаторну болест, прерано пуцање мембрана, ограничење интраутериног раста, интраутерину смрт фетуса, хориоамнионитис, ендометритис, превремени порођај и порођај , постпартална инфекција, ектопична трудноћа и јајоводни фактор неплодности.
Недавне студије су показале да вагинални тракт садржи изузетно сложену микробну заједницу и да је дефинисање здравог вагиналног окружења значајан изазов. Нове методе за проучавање микробиома пружају прилику да се дефинише здрав вагинални микробиом и повеже вагиналне инфекције са микробним патогеном или структуром заједнице.  

### Етиологија
Упале роднице, вагинитис - колпитис - представљају хетерогену групу поремећаја узрокованих следећим узрочницима:
- инфекцијом (инфективни вагинитис), или поремећајем вагиналне микрофлоре,[15]
- локалном физичком или хемијском иритацијом (неинфективни вагинитис),
- под утицајем хормона (атрофични вагинитис).

Заштиту вагине од инфекције чини њена киселост (пХ вредност 4,5 - 5), захваљујући присуству Дедерлејнових бацила који претварају гликоген у млечну киселину. Битну улогу у заштити вагине имају и оваријални хормони (естроген и прогестерон) који врше изградњу вагиналног епитела до суперфицијалног и интермедијалног слоја у којима се налази гликоген.
Најчешћи симптоми су појачани вагинални исцедак, који је често има неугодан мирис, и сврбеж роднице праћен нелагодношћу. Упале роднице убрајају се у најчешће поремећаје у гинекологији. Сматра се да 10% жена сваке године преболи барем једну епизоду упале роднице, док се само половица јавља свом гинекологу.

### Бактеријско запаљење роднице
Бактеријско запаљење роднице или бактеријски вагинитис  је синдром који настаје због неравнотеже у вагиналном екосусистему. Узрокован је смањењењем броја лактобацила и порастом броја других анаеробних бактерија, првенствено  Gardnerella vaginalis.  Гарднерела је и нормално присутна у родници, али у случају вагинозе, заједно са другим узрочницима, преузима доминацију у вагиналном екосустему. Она у одређеним случајевима може бити полно преносива болест с инкубацијом од 5 до 10 дана. Бактеријске вагинозе врло су честе, па тако чине чак 50% свих упала родница.
Карактерише се појавом хомогеног, белог или зеленог исцедка из вагине, непријатног мириса уз осећај свраба.
Већина жена неће имати све симптоме, а неке су и асимптоматске, тако да се код њих дијагноза једино  може поставити прегледом, па жене честосазнају за ово стање тек након одласка на редовни гинеколошки преглед.
Важно је нагласити да терапија неће искоренити бактерију Gardnerella vaginalis из роднице, и да ће она бити присутна и даље, али сада у својим физиолошким концентрацијама које су 100 до 1.000 пута ниже.

### Полно преносиве инфекције вагине
У полно преносиве болести роднице,  од којих болује свака 25. особа на свету према статистикама Светске здравствене организације, спадају:

#### Херпес роднице
Херпес роднице је полно преносива болест узрокована херпес симплекс вирусом ( ХСВ) који може инфицирати и вулву,грлић материце, и довести до малих, болних, понављајућих пликова и чирева.Такође је уобичајено да се кавља и као асимптоматски облик код кога постоји одсуство било каквих уочљивих симптома.
Herpes simplex virus (HSV) се јавља у два облика: HSV-1 и HSV-2. Ови вируси су слични али имају другачији клинички ток. 
Код оба типа вируса могу бити захаћени генитална и анална регија (генитални херпес), нос и уста (лабијални херпес/herpes labialis) или руке и прсти (пликови). HSV-2 је ретко узрок лабијалног херпеса и промена на устима.
Вирус има афинитет ка слузокожи усне дупље, роднице, ректума, уретре (мокраћни канал) и препуцијума (кожни набор који прекрива главић пениса). Такође, механичко оштећење коже представља погодан терен за улаз вируса.

#### Гонореја
Гонореја роднице једна је од најчешћа инфекција гениталног система узрокована грам-негативним кокама из групе најсерија (лат. neisseria gonorrhoeae). Поред роднице бактерија може бити колонизована уретри (у 75% случајева, и може бити и једино место инфекције) и ректуму у око 50% пацијената.
Половина пацијентица нема тегобе, док остали имају симптоме инфекције доњих гениталних органа, углавном дисурију, иритацију вулве, нелагодност и појачан секрет из роднице.

#### Хламидија
Ова инфекција је полно преносива болест коју изазива Chlamydia trachomatis, која се може пренети вагиналним, аналним или оралним сексом, током вагиналног порођаја са мајке на бебу. Око три четвртине заражених жена нема  симптоме, или може осетити бол у доњем делу стомака, мучнину, бол током односа или крварење између два меснтруална циклуса. Жене које имају симптоме могу имати појачан исцедак из роднице или пецкање приликом мокрења. Иако је узрочник у почетку инфицирао само грлић материце и уретру, инфекција се са грлића материце  може проширити на ректум. Честе инфекције доводе до ћелијске атипије епитела грлића материце, а ширење на јајоводе може довести до стерилитета. Инфекција која се не лечи може се проширити на околне структуре и довести до трајног оштећења јајовода, материце и ткива које их окружује,и праћена су хроничним болом у карлици, неплодношћу и потенцијално фаталном ванматеричном трудноће (трудноћом ван материце).

#### Трихомонијаза
Трихомонијаза роднице је врло честа полно преносива болест узрокована инфекцијом протозоиним паразитом вагиналним трихомонасом (лат. Trichomonas vaginalis). Уобичајена је болест код жена, која се у ретким случајевима може јавити и код мушкарца, јер је полно преносива болест.
Паразит се најчешће шири током вагиналног, оралног или аналног секса. Лако се лечи антибиотицима. Како многе жене немају симптоме, изостаје лечење, трихомонијазе која може повећати ризик од ХИВ-а.

#### Хумани папилома вирус
Хумани папилома вирус (ХПВ), који може изазвати гениталне брадавице, може захватити и родницу. 
Због полно преносивих инфекција, здравствене власти и друге здравствене установе препоручују безбедну сексуалну праксу када се упуштају у сексуалну активност.

### Гљивичне инфекције роднице
Гљивичне инфекције роднице најчешче  изазива кандида албиканс гљивица кој је нормално присутна у телу, укључујући и слузокожу роднице. Прекомерно се развија и изазива тегобе у случајевима смањеног имунитета, после употребе антибиотика, кортикостероида или контрацептива, код жена које болују од шећерне болести или пате од поремећаја Пх вредности - киселости вагине.
Иако се кандидијаза роднице не сматра полно преносивом болешћу у строгом смислу, заражена особе може ову болест пренети вагиналним, оралним и аналним сексом. Према статистикама, 12-15% мушкараца ће осетити симптоме пецкања, свраба и осипа познатог као баланопоститис након сексуалног односа са зараженом партнерком.
Најприкладније средство заштите је уздржавање од сексуалног односа током терапије или употреба кондома. Незаштићеним сексуалним контактом заражена особа ће пренећете инфекцију на партнера или ће је ако није заражене може добити инфекцију од њега.  

## Незапаљењске болести роднице

### Фистула роднице
Фистула роднице или вагине  (Fistula vaginalis)  је отвор између зида роднице и другог органа, као што су бешика, завршно црево (ректум) или дебело црево. Спада у групу понижавајућих стања која ремете нормалан живот жене  јер се столица или мокраћа празне кроз лумен роднице.  Фистула роднице може бити узрокована повредом, операцијом или порођајем, па се у лекарској пракси термин акушерска фистула  често користи за све врсте ових фистула.
Постоји неколико врста фистула роднице, у зависности од тога на који орган је зид роднице повезан:
- фистула између роднице мокраћне бешике (Fistula vesicovaginalis)  – са отвором између роднице и мокраћне бешике
- уретeровагинална фистула (Fistula ureterovaginalis) - са отвором између роднице и  мокраћовода (цеви која преносе урин од бубрега до бешике).
- уретрална фистула (Fistula uretrovaginalis) - са отвором између роднице и уретре (мокраћне цеви кроз коју се се избацује урин ван тела).
- ректовагинална фистула (Fistula  recvaginalis) -  са отвором  између роднице и ректума
- коловагинална фистула  (Fistula colovaginalis) - са отвором  између роднице и дебелог црева
- ентеровагинална фистула (Fistula intestinovaginalis) - са отвором  између роднице и танког црева

Већина случајева  фистула роднице  јавља се у земљама у развоју. То је због тешког рада током трудноће, раног брака (као што је обичај у неким земљама) када младе девојке нису довољно телесно развијене да би могле да прођу порођај без компликација.

### Цревна кила роднице
Вагинална кила роднице је описана у литератури још 1864. године. Од тада је у литератури пријављено <100 случајева. Чешћа је код жена у менопаузи са претходном хистеректомијом, карличном или вагиналном операције.
Вагинална траума, нпр. код грубог коитуса, или инструментом код, акушерске јатрогене повреде, препознат је такође као узрок киле роднице код жена у пременопаузи.
Иако је  цревна кила роднице ретка, она је узнемирујуће хитно  ситање које захтева агресивну реанимацију и хитну хируршку интервенцију.

### Испадање роднице
Испадање роднице јавља се сваки пут када су мишићи напети или током интимности. По правилу, ови симптоми указују на прилично неугодну патологију, тачније, на пролапс гениталија. Када дође до овог проблема, настаје протрузија задњег или предњег зида роднице, што ствара осећај присутности страног тела. 
Ова врста патологије која захтева хируршки третман. подразумева такво абнормално стање, локализовано директно у репродуктивном систему, које се најчешће дијагностикује код жена које су родиле после 50 година. Важно је напоменути да су у последње време лекари идентификовали ову патологију код младих девојака млађих од 30 година. Важно је напоменути да овај проблем не укључује увек генерички процес. У 3% случајева, абнормално стање се дијагностикује код девојчица које нису искусиле радост мајчинства.

### Полип роднице
Полип роднице (Polypus vaginae)  је израслина која  настаје као  последица задебљања слузокожероднице, услед хроничне упале, повишеног нивоа естрогена и промена на крвним судовима.не (полипектомија). Полипектомија као интервенција има двојаку улогу. Прва је дијагностички (анал
Иако врло често полипи не изазивају никакве симптоме увек се предлаже уклањање ове израслииза самог ткива полипа), а друга је терапеутски због чињенице да се цео полип са околном слузокожом хируршким путем у потпуности уклања из тела пацијента.

### Бело плочасто задебљање слузнице роднице
Бело плочасто задебљање слузнице роднице  или леукоплакија вагине (лат. Leucoplakia vaginae) може да сакрије (пре)малигне лезије или да буде изазвана њима, па је биопсија и лечење обавезни. Ово стање које карактерише  хронична инфламаторна реакција успешно се лечена интравагиналном применом будезонидне пене.

## Поремећаји у развоју роднице
Поремећаји у развоју женских полних органа могу настати пре и после рођења и у различитој мери могу да захвате сваки од спољашњих или унутрашњих органа. Ако настану у материци пре рођења, називају се урођене малформације. Углавном су још непознати етиолошки чиниоци који доводе до развојних поремећаја, али је сигурно да су од значаја фактори наслеђа, фактори околине, исхрана и употреба извесних лекова.

### Неперфориран девичњак
Неперфориран девичњак или химен (лат. Hymen imperforatus) је урођени развојни поремећај код кога је девичњак без отвора и потпуно затвара комуникацију роднице  са спољашњом средином.  Ово је једне од  најчешћих аномалија  у развоју или канализацији Милерових канала, односно поремећај  у развоју ендодерма урогениталног синуса и епитела  предворја роднице који се стапају и не перфорирају током ембрионалног развоја.
Ако перфорација девичњака, која се јавља током развоја фетуса изостане долази до накупљен секрета цервикалних жлезда и  детритуса роднице који испуни родницу и и материцу, па својом величином имитира тумор смештен у малој карлици или у доњем делу трбуха. Наталожени садржај изнад препреке јаче избочује девичњак  који се седефасто - плавкасто просијава.
Најчешће се дијагностикује код адолесценткиња након прве менструације када се установи да се менструална крв накупља у родници (hematokolpos), а понекад и у материци (hematometra), што доводи до јаких болова и притиска на мокраћну бешику, отежавајући мокрење. Услед задржавања мокраће може настати и хидроуретер и хидронефрос. Притисак на ректум може да доведе до затвора (опстипације).
Поред примарне аменореје и коиталне дисфункције, неперфорирани химен такође може бити повезан са ендометриозом, вагиналном аденозом, неплодношћу, хроничним болом у карлици, дуготрајном сексуалном дисфункцијом и хематоколпосом.
Лечи се хируршким резом девичњака  (хименотомијом).

### Рокитански синдром
Рокитански синдром,  агенезија или Милерианова аплазија роднице (енг. Mayer–Rokitansky–Küster–Hauser syndrome (МРКХ ) подразумева недовољан развитак роднице, грлића материце, материце и фалопијанових туба код жена које имају женски генетски код (46хх). 
Узрок настајања је непознат. Неке жене имају рудиментарне остатке материце или туба. Спољашњи изглед гениталија је потпуно нормалан.
Класификација
- Типични МРКХ – изолована утеровагинална аплазија/хипоплазија. Преваленција – 64%
- Атипична МРКХ – утеровагинална аплазија/хипоплазија са малформацијом бубрега или утеровагинална аплазија/хипоплазија са дисфункцијом јајника. Преваленција – 24%
- МУРЦС синдром - утеровагинална аплазија/хипоплазија са малформацијом бубрега, скелетном малформацијом и срчаном малформацијом. Преваленција – 12%.[46]

Још увек постоји забуна око разлика између урођеног недостатка вагине (ЦАВ) и урођеног неостатка материце (ЦАУВ или МРКХ). Многи термини се слично користе да би се позвали на оба стања, иако су разлике документоване пре око 150 година.

### Хипоплазија роднице
Хипоплазија роднице је урођена мана коју карактерише неразвијена или смањена родница углавном због смањеног броја ћелија.  То је врста поремећаја сексуалног развоја који је често повезан са абнормалностима бубрега, срца или скелета.  Ови поремећаји се јављају када је вагина непотпуно развијена (хипоплазија ) или потпуно одсутна ( вагинална агенеза ). Иако је стање присутно при рођењу, већина остаје недијагностикована све док адолесцентица не достигне пубертет и схвати да нема менструацију .
или  дисплазија роднице је „преканцерозно стање“ које почиње на кожи унутар роднице, када ћелије пролазе кроз абнормалне промене. Ако се правовремено и адекватно не лечи може напредовати у рак вагине.
Већина жена са поремећајем развоја  нема симптоме, осим 
- абнормалног вагиналног крварења, укључујући крварење између метруација,
- крварење након секса и
- абнормални исцедак из роднице.

Дијагноза поремећаја развоја ћелија слузокоже роднице обухвата преглед карлице са Папа тестом и спекулумом и колпоскопију, Већина случајева поремећаја развоја ћелија слузокоже роднице се открива и током скрининга за рак грлића материце.

### Атрезија роднице
Атрезија роднице је конгенитална аномалија или стечена аномалија у развоју женске деце код које постоји недостатак лумена  и епитела роднице у већој или мањој дужини. Уместо лумена роднице, код ове аномалије налази се везивно ткиво.
Може да јави као блажа форма (имперфорација химена или као ниски трансверзални септум), или као права вагинална атрезија, односно агенезија, која може бити комплетна, проксимална и дистална.
Високе и потпуне атрезије роднице често су удружене са атрезијом или аплазијом грлића материце, па је код њих оперативна реконструкција знатно тежа. У детињству се атрезија дисталног дела роднице не може разликовати обичним прегледом од аплазије вагине, имперфорираног девичњака и трансверзалне преграде без отвора. Код атрезије су унутрашњи полни органи нормално развијени, а код аплазије вагине се материца никада не палпира, јер постоје само њени рудименти.
Сметње код атрезије вагине настају тек у пубертету услед накупљања крви изнад места препреке (хематометра). Симптоми су исти као код имперфорираног химена и зависно од локализације атрезије, могу довести до диспареуније (болни полни односи), односно немогућности полног односа.
Потпуни недостатак вагине је ретко усамљена аномалија. Обично је удружена са неправилностима материце, бубрега и скелетног система.

### Преграда роднице
Преграда (септум) роднице, у било којој висини од девичњака до форникса, једна је од развојних аномалија  роднице која може бити уздужна и попречна. Бол током сексуалног односа може бити један од првих симптома.
Код неких оболелих жена, септум је делимичан или не прелази дужину или ширину роднице.    
Уздужни септум вагине се развија у ембриогенези са непотпуним спајањем доњих делова два Милерова канала . Као резултат, може се чинити да у вагини постоје две рупе. Удвајање роднице може бити повезано дуплирањем грлића материце и или септум материце  или утеруса  (двострука материца).  
Попречни септум се формира током ембриогенезе када се Милерови канали не спајају са урогениталним синусом. 
Код овог облика менструални проток може бити блокиран, што је узрок примарне аменореје. Акумулација менструалног секрета иза септума назива се криптоменореја. Неке попречне преграде су некомплетне и могу довести до диспареуније или опструкције порођаја. Преграда која потпуно затвара вагину узрокује исте симптоме као имперфорирани химен, односно атрезија вагине. 
Преглед спекулумом показује да је вагина кратка и да се слепо завршава (не види се грлић материце). Убадањем игле у слепо дно роднице, може да се утврди да ли постоји танка преграда или атретичан простор дуг неколико центиметара. До сличног закључка се долази ако се у вагину уведе сонда и истовремено ректално прегледава, па ако је сакупљени садржај непосредно уз врх сонде, онда је у питању танак септум, а ако је то растојање дуже то је онда атретични део вагине. Ултрасонографија (ултразвук) може да потврди суспектну дијагнозу.
Преграда се оперативно може врло лако уклонити.

## Функционални поремећаји роднице

### Болни грч роднице
Болни грч роднице или вагинизам (лат. Vaginismus) је физичко или психичко стање жене изазвано гчевитим стезањем мишића вагиналног улаза и карличног дна. Најчешће је присутан код младих жена услед претеране осетљивост улаза роднице.
Вагинизам утиче на способност жене да у било којем облику, обави вагиналну пенетрацију:
- било који сексуални однос,[54]
- пенетрацију прстима,[55]
- убацивање тампона, дијафрагме или других менструацијских помагала,
- убацивање лекова,
- пенетрацију која укључује гинеколошке прегледе (унос спекулума и ПАПА тестове).[56]

### Атрофија роднице
Атрофија роднице је регресија зида вагине (колагених влакна и вагиналног епитела) и епителних набора до танке и глатке површине. Узрок је обично природни недостатак естрогена након последње менструације (менопаузе), Код свих жена након менопаузе (постменопаузе) долази до вулвовагиналне атрофије („вагиналног старења“) са типичним симптомима као што је сувоћа вагине (до 80%), која је код скоро 50%жена праћена болним полним однос (диспареунија ). Пошто су симптоми атрофије роднице узроковани природним падом нивоа хормона у менопаузом, потенцијално она може утицати на сексуални живот већине жена у овој фази живота.

## Преканцерозна стања роднице

### Дисплазија роднице
Дисплазија роднице која се такође назива вагинална интраепителна неоплазија или ВАИН, је преканцерзно стање које почиње на епителу унутар  вагине, када ћелије пролазе кроз абнормалне промене. Ако се не лечи, ВАИН може напредовати у рак вагине.
ВАИН је ређа од цервикалне или вулварне дисплазије и може бити повезана са овим стањима. Класификована је као ниска или висока на основу тога колико је озбиљна абнормалност. Најчешће се јавља код жена у периоду живота од 40 до 60 година.
Већина жена са ВАИН нема симптоме, осим можда абнормалног крварења из роднице, укључујући крварење између менструација, крварење након секса и абнормални исцедак.
ВАИН дијагноза обухвата преглед карлице са Папа тестом и спекулумом и колпоскопију, која је посебан инструмент за увећање у тоницу са осветљењем. Већина случајева ВАИН-а се налази током скрининга за рак грлића материце.

## Рак роднице
Рак роднице је обично карцином сквамозних ћелија, који са најчешћи код жена старијих од 60 година. Најчешћи симптом ове врсте рака је абнормално  крварење из  роднице.
Рак роднице чини 1% гинеколошких карцинома у САД. Просечна старост у време постављања дијагнозе је 60 до 65 година. Фактори ризика су инфекција хуманим папилома вирусом и рак пубиса или грлића материце. Излагање диетилстилбестролу ин утеро предиспонира да се чисти ћелијски аденокарцином грлића материце, што је ретко; просечна старост дијагнозе је 19 година.
Већина (95%) примарног карцинома роднице су карциноми сквамозних ћелија, остало су примарни и секундарни аденокарциноми, секундарни карциноми сквамозних ћелија (код старијих жена), бистроћелијски аденокарциноми (код младих жена) и меланоми. Најчешћи генитални сарком, ботриоидни сарком (ембрионални рабдомиосарком), има врхунац инциденције у доби од 3 године.
Већина карцинома вагине се развија у горњој 1/3 задњег зида вагине. Могу се ширити директно (у локална паравагинална ткива, бешику или ректум), преко ингвиналних лимфних чворова из промена у доњем делу вагине, преко карличних лимфних чворова из промена у горњем делу вагине или хематогено.
Дијагноза се поставља биопсијом. Мали, ограничени канцер се лечи хистеректомијом заједно са вагинектомијом и уклањањем лимфних чворова; већина других се лечи зрачењем.

## Дијагноза
Пошто многи поремећаји роднице могу имати сличне симптоме, само добро узета историја болести и опис симптома нису довољни да лекари поставе тачну дијагнозу, па је неопходно уради један или више додатних тестова како би утврдио узрок  симптома. Ти тестови могу укључивати:
- тест мириса амина
- биопсија, ако је потребно
- физичка процена, укључујући преглед карлице
- култура секрета роднице,[62]
- пХ тест роднице,[63]
- ултразвучна дијагностика

## Терапија
Постоји неколико могућих третмана који се примењују у зависности од симптома и врсте дијагностикованог  поремећаја роднице.

### Физичка или сексуална терапија
- Вагинални дилататори
- Вежбе за карлично дно

### Терапија лековима
Чепићи (супозиторије)
- антибиотици
- антифунгални лекови
- вагинални естроген у малим дозама
- супозиторије за опуштање мишића
- стероидне супозиторије

Орални лекови на рецепт
- антибиотици
- антихистаминици
- селективни модулатори естрогенских рецептора
- стероиди

Локалне креме или масти на рецепт
- кортикостероиди
- имуносупресиви
- локални анестетици
- ниске дозе естрогена

Цитостатиици
Одлука о модалитету лечења цитостатицима мора се донети у контексту појединачног пацијента, јер је мало вероватно да ће проспективна испитивања бити предузета да би се одговорило на ово специфично питање.